# 1872년 카비테 반란

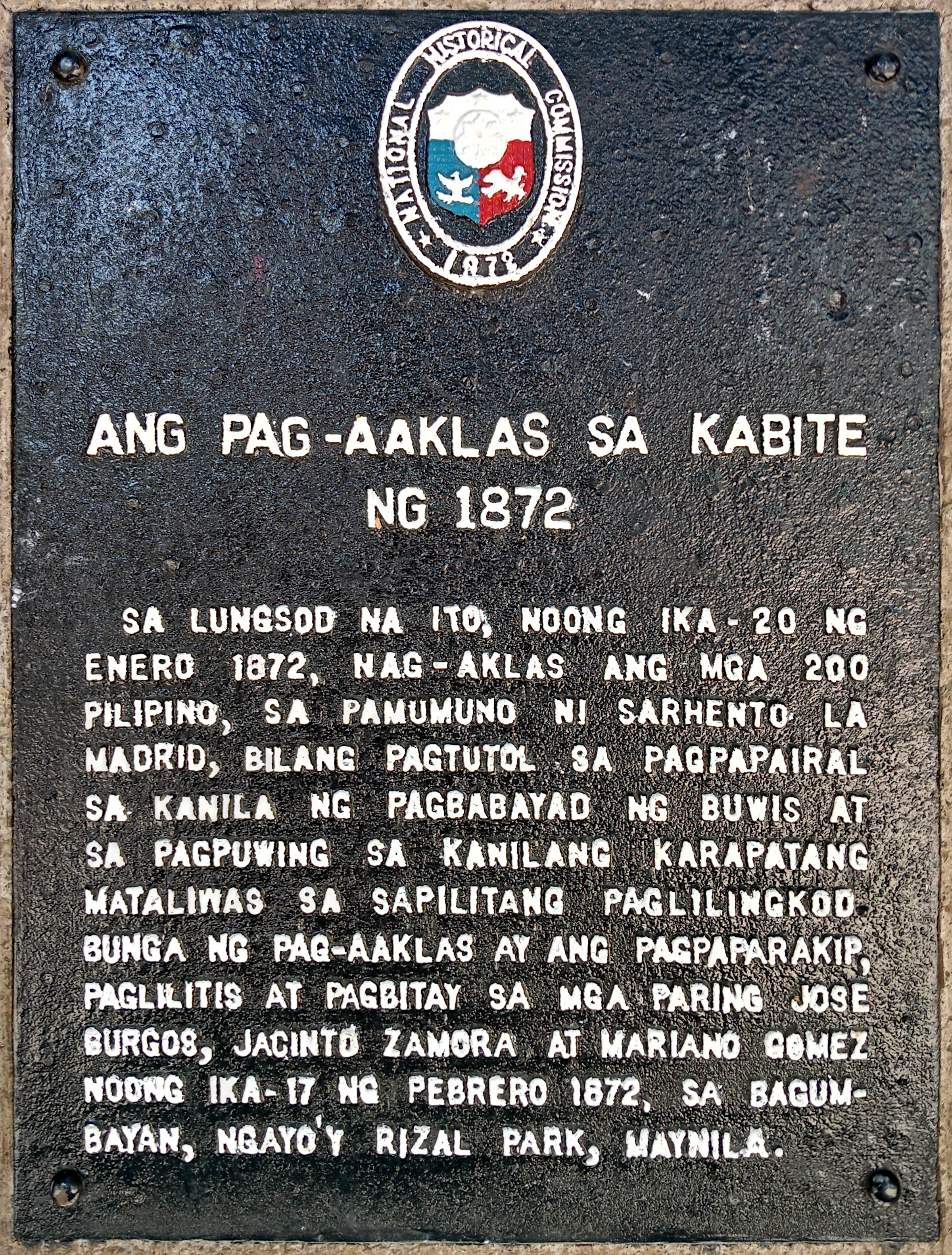
카비테 반란을 기리기 위한 기념 명판

카비테 반란(스페인어: Motín de Cavite)은 1872년 1월 20일 스페인령 동인도 카비테주의 산 펠리페 요새에 위치한 무기고에서 발생한 반란이다. 약 200명의 군인과 노동자들에 의해 발발하였으며, 이후 전국적인 무장 봉기로 확산되었다. 하지만 반란은 결국 실패로 끝을 맺었으며, 이를 계기로 스페인 식민지 당국이 필리핀에서 발생하는 민족주의 운동을 탄압하게 되었다. 또한 많은 학자들이 카비테 반란으로 인해 필리핀 내의 민족주의 운동이 급증하여 결국 필리핀 혁명으로 발전했다는 견해를 내놓기도 한다.

## 전개
약 200명의 스페인 혼혈 군인과 노동자들은 산 펠리페 성의 부당한 임금 착취와 갑작스런 고율의 징세, 강제 노역 등의 부당함에 대해 스페인 장교 11명을 죽이는 것으로 반란이 시작되었다. 멀리 마닐라의 성에서도 포가 쏘아지자, 마닐라에서도 반란이 일어난 것으로 생각하여 더욱 거세게 스페인 식민군에 저항했으나, 그것은 축제에 쓰이는 축포였었고 카비테의 반란에 당황한 마닐라의 총독은 긴급히 반란군을 포위하고 진압했다. 반란군을 진압한 뒤 일렬로 세워 놓고“스페인 만세!!”를 외치지 않는 반란군은 감금하였다.
반란의 여파로, 체포된 군인들은 무장 해제 된 이후 민다나오에 유배 보냈고, 폭도를 지원하는 것으로 의심되는 사람들은 체포되어 처형되었다. 스페인 식민 정부는 반란이 곰부르자로 알려진 마리아노 고메스(Mariano Gomez), 호세 부르고스(José Burgos), 하신토 사모라(Jacinto Zamora) 등 3명의 사제들의 의해 사주되었다고 누명을 씌웠다.
1872년 1월 27일에서 스페인 총독은 41명의 반란군에게 사형 선고를 승인했다. 1872년 2월 6일에 11명에게 추가적으로 사형을 선고했지만, 이들은 종신형으로 감형되었다. 1872년 2월 28일 3명의 사제들은 루네타 공원 혹은 바굼바얀에서 교수형 당했다. 다행히 피신에 성공한 이들은 괌, 마리아나 제도로 망명하였다. 후일 필리핀 혁명군의 지도자였던 페드로 파테르노의 아버지인 막시모 파테르노도 괌으로 망명해서 10년을 지내야 했다. 다른 이들은 스페인의 마드리드와 바르셀로나에서 작은 모임을 만들고 인쇄 출판물을 간행하며 필리핀의 혁명을 주장했다.
호세 리살 박사와 그의 동생은 특히 호세 부르고스 신부와 친분이 깊었고, 이들의 행동을 기려 2번째 소설인 《엘 필리버스테리스모》(El Filibusterismo)를 써서 그에게 헌정하고 그를 기억했다.